# Église apostolique arménienne Sainte-Marie-Madeleine d'Ixelles
Pour les articles homonymes, voir Église Sainte-Madeleine.
L'église Sainte-Marie-Madeleine (en arménien Սուրբ Մարիամ-Մագդաղենացի, Surb Mariam Magdaghenatsi) est un édifice religieux orthodoxe arménien sis à Ixelles (Région de Bruxelles-Capitale, en Belgique. De style postmoderne elle fut construite à partir de 1986.

## Histoire
Avant la construction de l'église dans la rue Kindermans à Ixelles, les Divines Liturgies orthodoxes pour la communauté arménienne de Belgique étaient célébrées sporadiquement tantôt à Bruxelles, tantôt à Anvers par des prêtres de l'Église apostolique arménienne venant de Paris. Elles avaient lieu dans des églises anglicanes louées pour l'occasion.
Au début des années 80, l'asbl Fondation pour l'Église arménienne de Belgique commença à collecter des fonds pour la construction d'une église. Son projet fut conçu par l'architecte Haïk Mardikian et l'ingénieur Jacques Kupélian qui s'inspirèrent de la forme de l'église Sainte-Croix d'Aghtamar.
La demande de permis de bâtir fut introduite en 1985. Les travaux débutèrent l'année suivante et furent terminées en 1990.
L'église fut consacrée le 6 mai 1990 par Vasken Ier, Catholicos de tous les Arméniens, Karékine II, Catholicos des Arméniens de la Grande Maison de Cilicie et l'archevêque Kude Nakachian, métropolite arménien de Paris.

## Description
L'édifice occupe la quasi-totalité d'une parcelle étroite située entre deux immeubles d'appartements. Légèrement en retrait de la rue, l'église sur plan de croix grecque (avec toutes les branches de même longueur) possède une façade lisse habillée de bandeaux de calcaire alternant blanc et rose. Elle est surmontée d'un dôme conique en cuivre reposant sur un tambour octogonal.
L'intérieur, très sobre, est dominé par la coupole dorée. À droite du maître-autel en marbre blanc fut installé un orgue néo-classique (1994).
Les murs intérieurs sont couverts d'un enduit couleur terre de Sienne.

## Accès
Lignes 38, 60 et N10 (bus de nuit) des autobus de Bruxelles et lignes 8 et 93 du tramway de Bruxelles, arrêt Vleurgat.

## Galerie

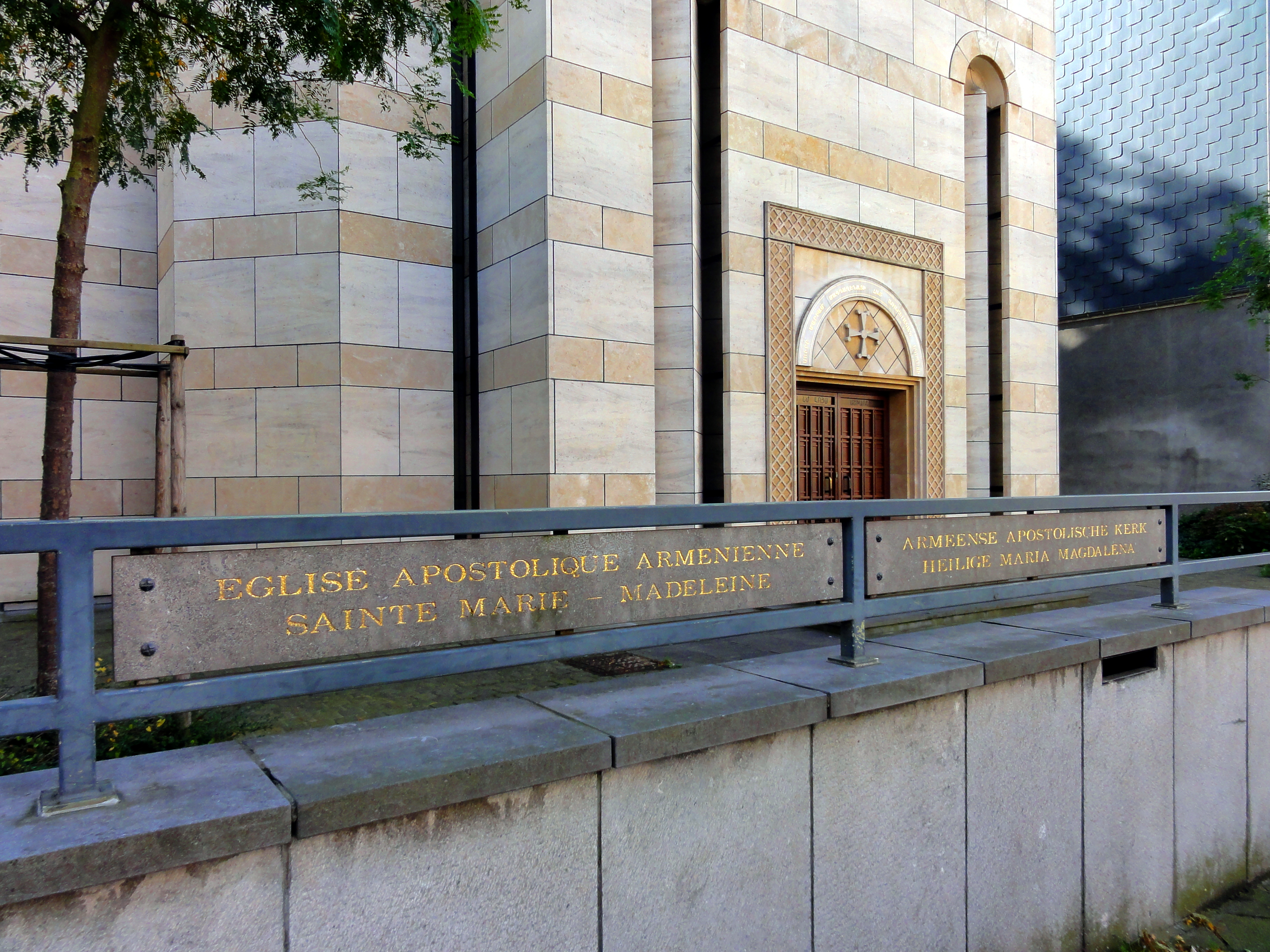
Devant l'église
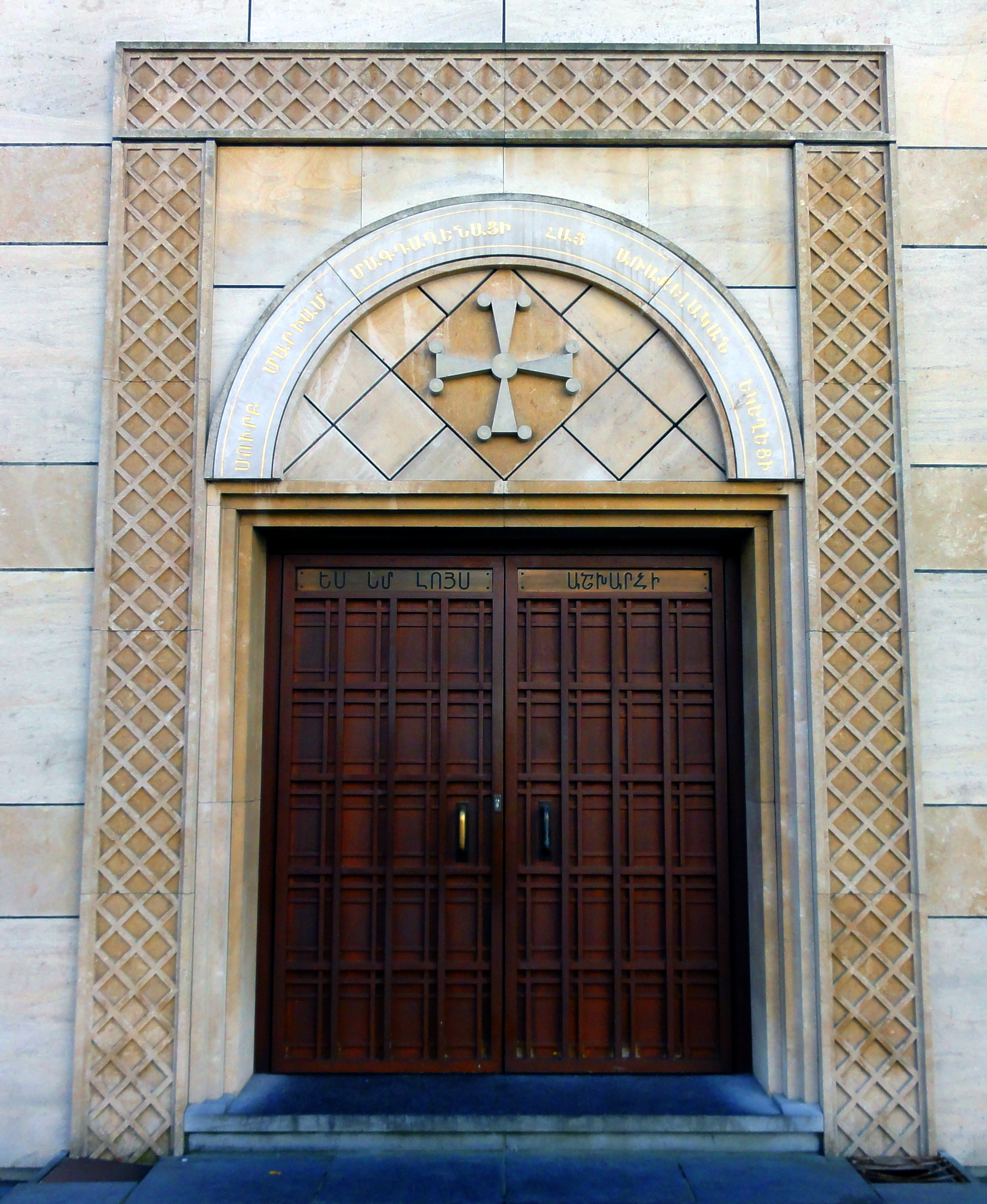
Entrée principale
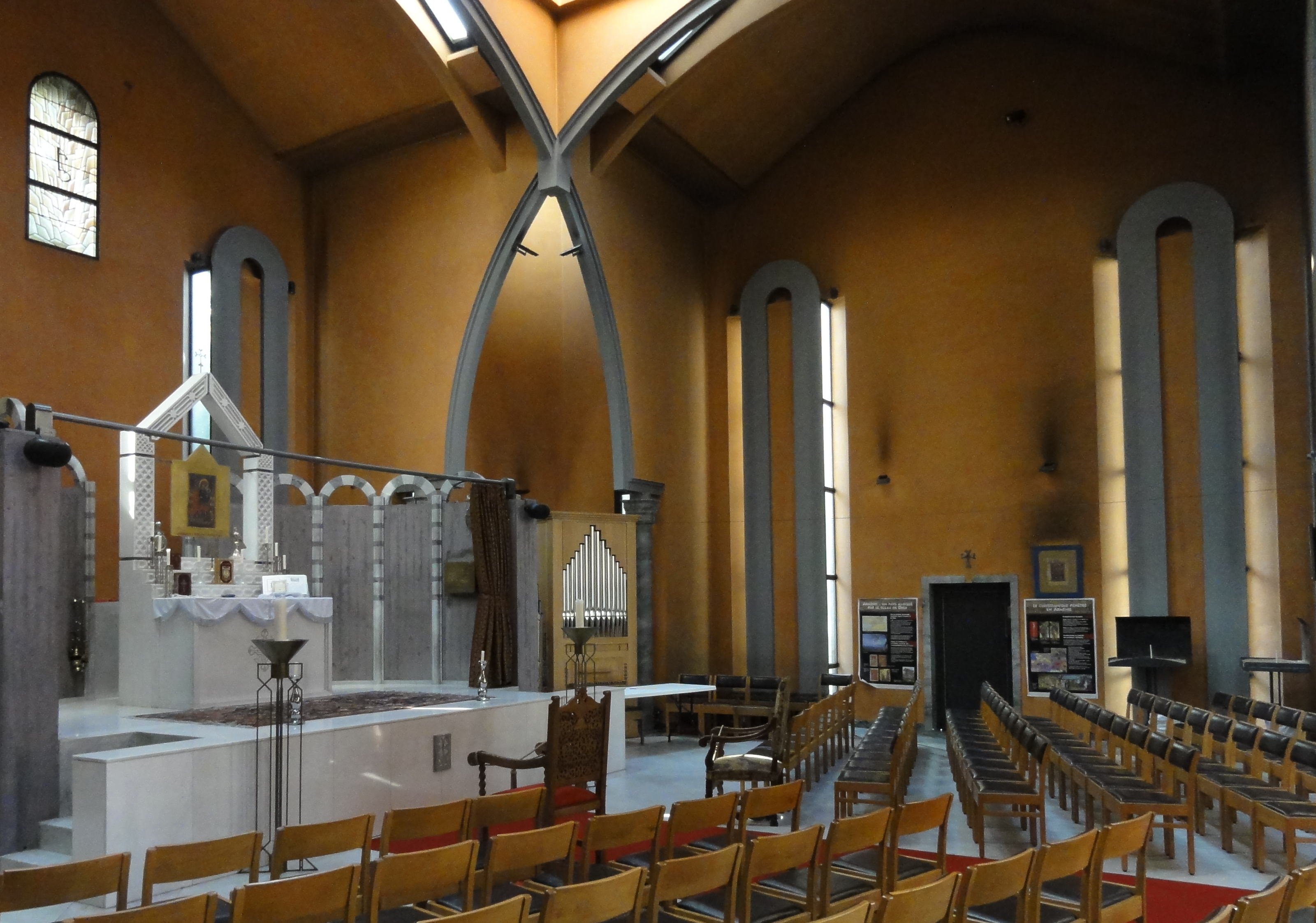
À l'intérieur
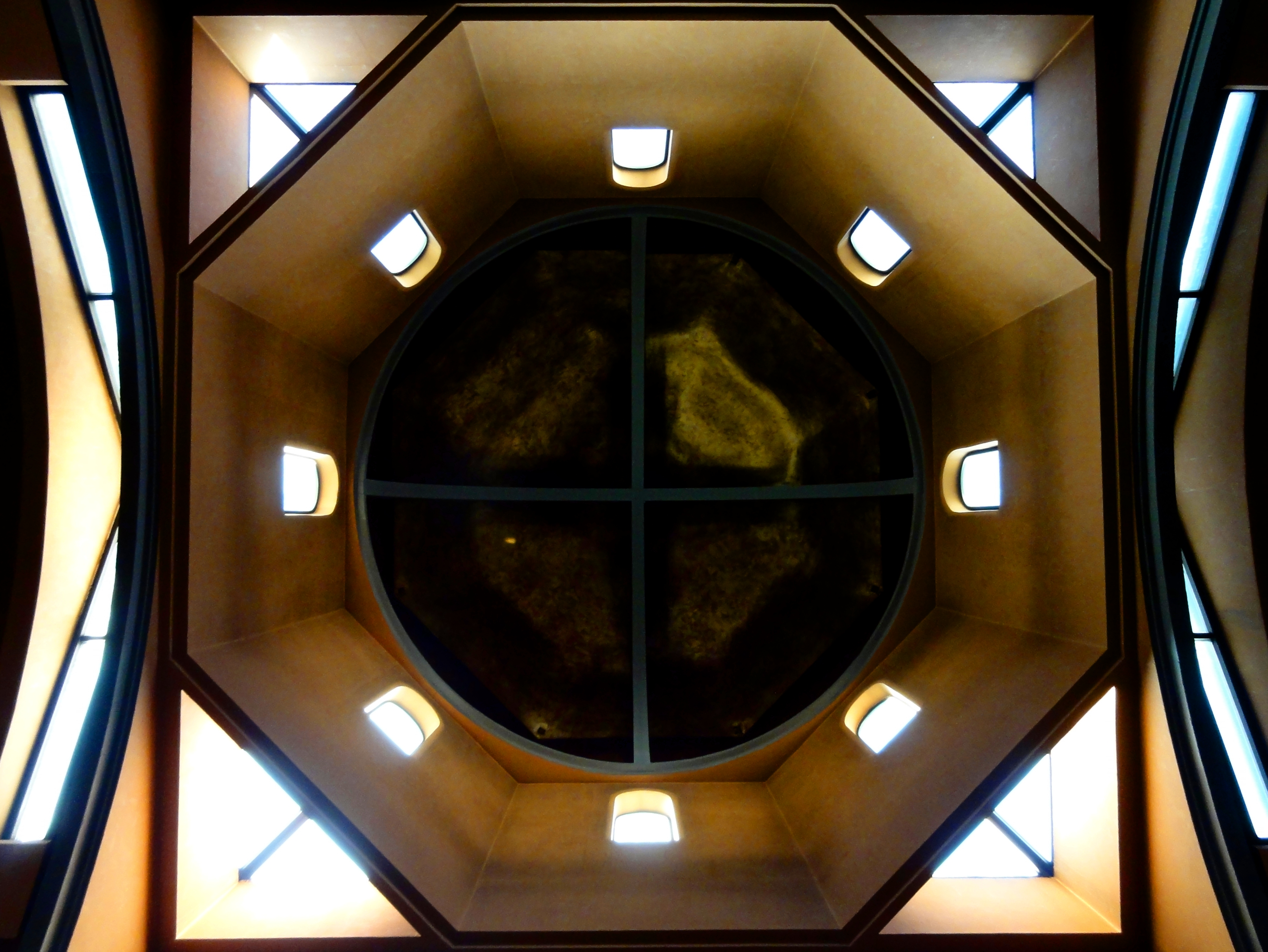
La coupole vue d'en bas
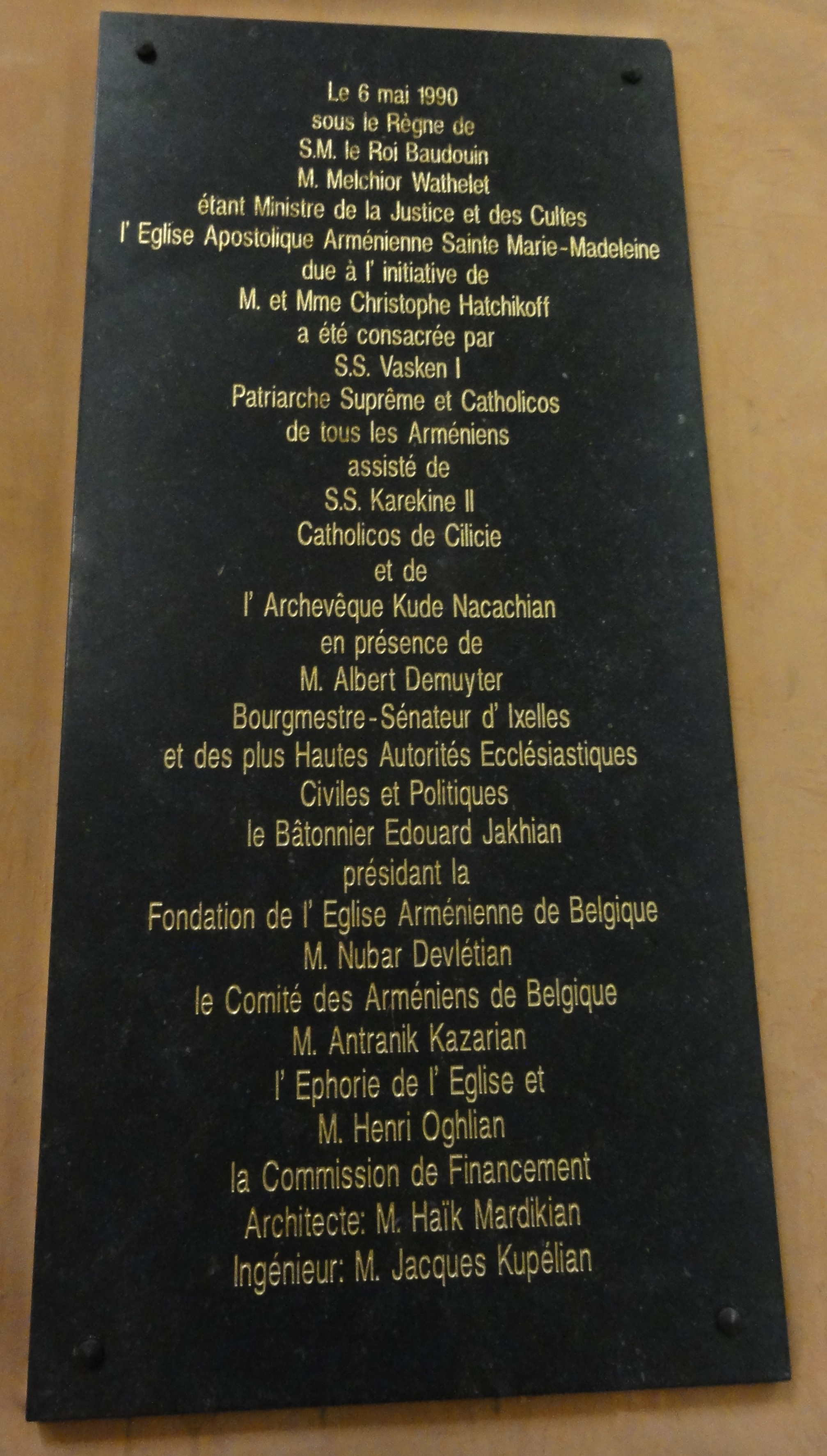
Plaque de dédicace
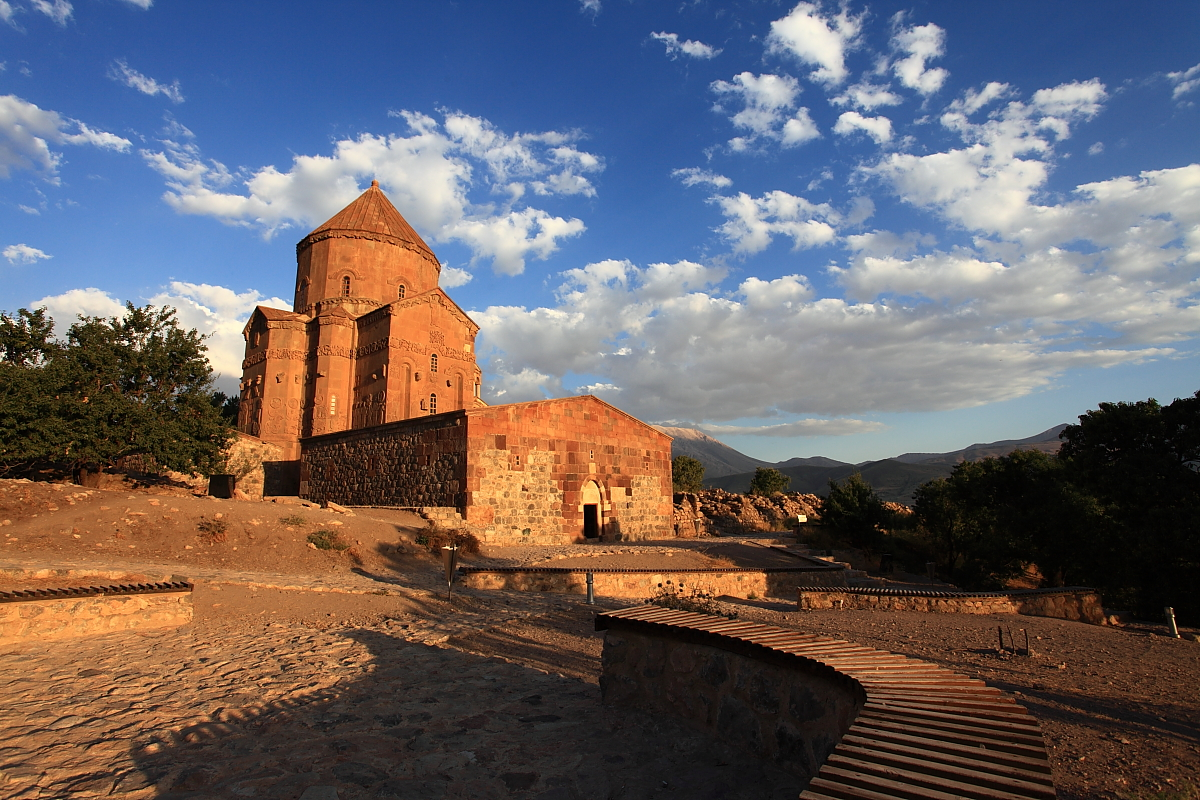
Église Sainte-Croix d'Aghtamar, dont la forme influença le projet de Sainte-Marie-Madeleine